# سهره زرد دمگاه‌زرد
سهره زرد دمگاه‌زرد (نام علمی: Spinus uropygialis) گونه‌ای سهره از خانواده سهرگان راستین است که در آرژانتین، بولیوی، شیلی و پرو یافت می‌شود. زیستگاه‌های طبیعی آن جنگل‌های کوهستانی نمناک نیمه‌گرمسیری یا گرمسیری و بوته‌زارهای نیمه‌گرمسیری یا گرمسیری با ارتفاع زیاد است.